# Ухтохма
Ухто́хма — река в Ивановской области, правый приток Уводи. Длина реки — 89 км, площадь водосборного бассейна — 792 км².
На реке расположен город Комсомольск и посёлок Лежнево.

## Описание
Ухтохма вытекает из болот недалеко от села Архангел Октябрьского сельского поселения Комсомольского района Ивановской области. В черте города Комсомольска на реке плотина и образовано большое водохранилище. Ухтохма почти на всём своём протяжении течёт на юго-восток, параллельно Вязьме.
Ширина реки ниже Комсомольска около 10 м, ближе к устью река расширяется до 30 м. Течение довольно быстрое, берега на ненаселённых участках покрыты лесом.
Ниже Комсомольска река загрязнена, в среднем течении она становится более чистой. Среднее течение Ухтохмы — популярная зона отдыха. В нижнем течении за Лежневом река вновь загрязнена.

## Притоки
(км от устья)
- река Волкуша (правый)
- река Бурдиха (правый)
- 32 км: река Инвешка (Иневеж) (левый)
- ручей Волосатовский (правый)
- 45 км: река Санеба (левый)
- река безымянная, у с. Кулеберьево (левый)
- река Чернавка (левый)
- река Дворишка (правый)